# Porte-vélo
 (juillet 2012).
Si vous disposez d'ouvrages ou d'articles de référence ou si vous connaissez des sites web de qualité traitant du thème abordé ici, merci de compléter l'article en donnant les références utiles à sa vérifiabilité et en les liant à la section « Notes et références ».
Un porte-vélo est un dispositif permettant de ranger et fixer les vélos dans un autre moyen de transport (bus, voiture, train).

## Utilisation
Le vélo étant en général encombrant (quand il n'est pas pliable), il est difficile à transporter sur de longue distance. Le porte-vélo permet d'accrocher le vélo à un autre moyen de transport de manière à parcourir de plus longues distances rapidement. 
Il peut être mis :
- Sur des cars, généralement à l'avant[réf. nécessaire],
- Dans des trains, où un endroit leur est dédié,
- Sur une voiture (sur le toit, sur attelage ou sur hayon),
- Il existe aussi des portes-vélos pour moto.

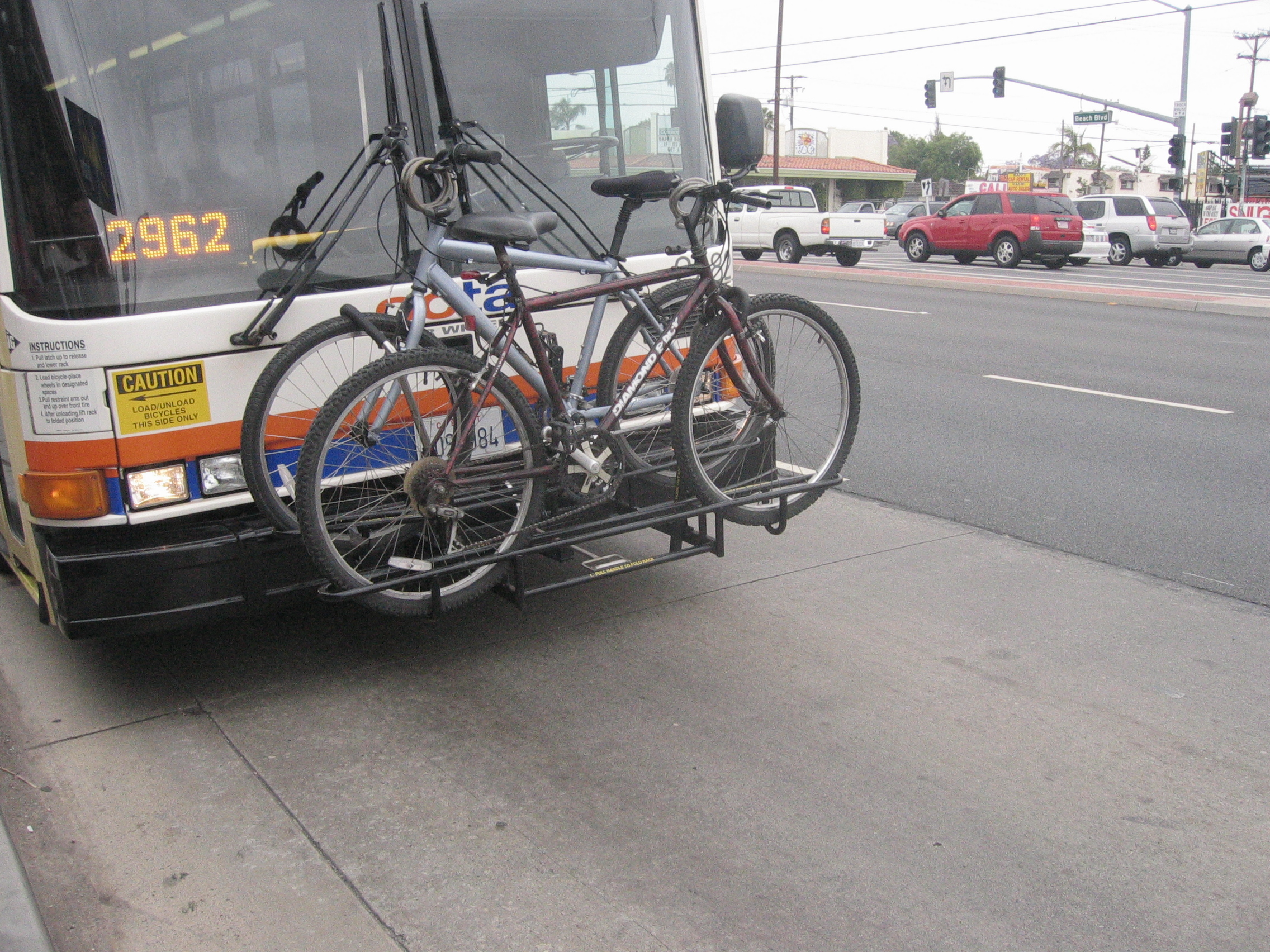
Car avec porte-vélos.
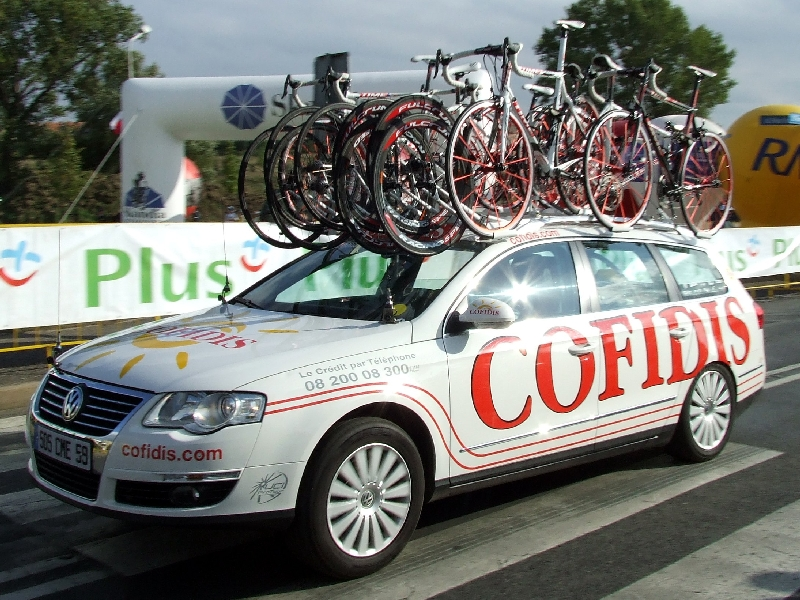
Porte-vélo sur une voiture de course cycliste.
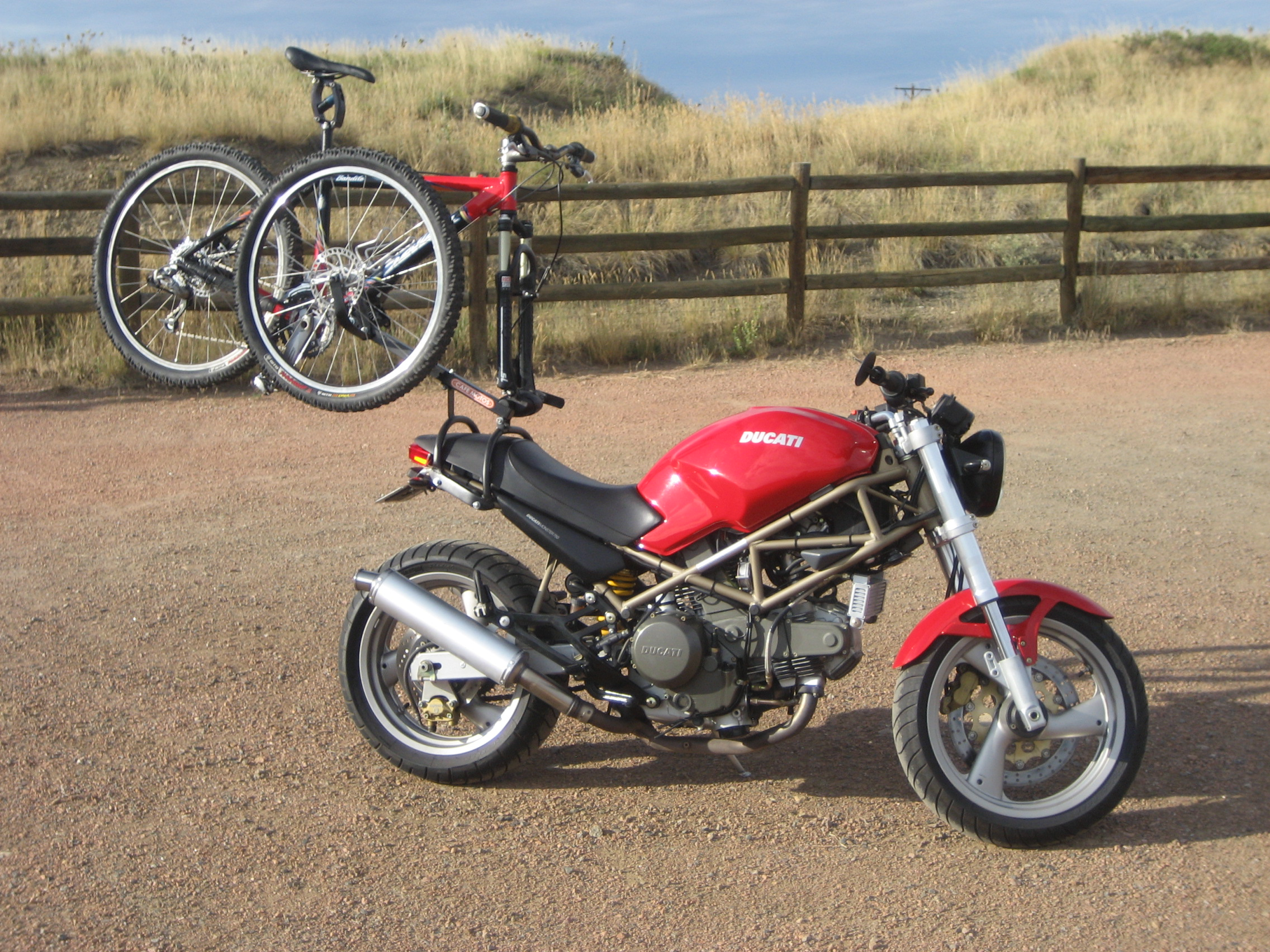
Porte-vélo pour moto.

## Comparaison des types de porte-vélo
Le transport de ces deux-roues peut poser des défis logistiques non négligeables. Le choix d'un porte-vélo adapté est crucial. Le marché offre une pléthore d'options, chacune avec ses avantages et inconvénients en matière de sécurité, de facilité d'utilisation et de bien d'autres critères listés ci-dessous auxquels on ne pense pas avant l'achat.
L'objectif de ce tableau comparatif est de démystifier le paysage complexe des porte-vélos, en fournissant une analyse rigoureuse et objective des différents types disponibles
| Critère                                  | Porte-Vélos sur hayon | Porte-Vélos sur hayon avec gouttières | Porte-Vélos sur attelage | Porte-Vélos sur barre de toit | Transport à l'intérieur de la voiture |
| Sécurité contre les vols du porte-vélo   | Le porte vélo peut être volé en coupant les sangles | Le porte vélo peut être volé en coupant les sangles | Serrure empêchant de décrocher le porte-vélo complet et cadenas pour attacher les vélos au porte-vélo lui-même                                                                | Serrures sur les barres de toit & sur les porte-vélos pour éviter de le décrocher (suivant modèles) | Serrure de la voiture, éventuellement même à l'abri de la vue si les vitres sont teintés ou à l'arrière d'un utilitaire sans fenêtre ou si les vélos sont couverts                |
| Compatibilité vélo enfants et VTT        | Oui | Avec adaptateur pour les vélos enfants | Oui | Oui | Oui |
| Nombre de vélos maximum                  | Jusque 4 | Jusque 4 | Jusque 4 | Jusque 8 en quinconce | Limité par la taille de la voiture et des vélos |
| Coût                                     | Le moins cher, environ 100€ | 150€ à 200€ suivant modèle | Entre 200€ et 500€, auxquels il faut ajouter le prix de l'attelage | Environ 100€ par porte-vélo sur barre, auquel il faut ajouter les accroches de barres, les barres elle-mêmes, et un | Gratuit, à moins que vous n'achetiez un porte-vélo intérieur pour les accrocher bien séparés ou un véhicule dédié                                                                 |
| Facilité d'installation du porte-vélo    | Facile à installer, une dizaine de minutes. Des réglages sont nécessaires sur la longueur des sangles si on change de véhicule                                                                                       | Facile à installer, une dizaine de minutes. Des réglages sont nécessaires sur la longueur des sangles si on change de véhicule                                                                                       | Installation rapide, environ 3 minutes, mais un peu lourd à porter seul pour le poser sur l'attelage                                                                          | Montage assez long, environ 1 heure. Mais on peut le laisser sur la voiture définitivement étant donné que ça gêne peu s'il n'y a pas de vélo | Aucune installation requise hormis de replier les sièges pour la majorité des véhicules                                                                                           |
| Facilité d'utilisation                   | Facile, mais vélos à porter un peu en hauteur. Si on veut décrocher le vélo le plus proche de la voiture, il faut retirer tous les autres avant.                                                                     | Facile, mais vélos à porter un peu en hauteur. Si on veut décrocher le vélo le plus proche de la voiture, il faut retirer tous les autres avant.                                                                     | Très facile, le porte-vélo est quasi au raz du sol et on pose les vélo sur. Si on veut décrocher le vélo le plus proche de la voiture, il faut retirer tous les autres avant. | Difficile, il faut porter les vélos à bout de bras et monter sur les marche-pieds de la voiture pour pouvoir les accrocher tout en les tenant. Un gros intérêt est que l'on peut décrocher le vélo à droite ou à gauche en premier sans décrocher les autres | Facile, allonger les vélos dans le coffre ou les mettre debout suivant le véhicule, dans ce dernier cas un porte-vélo d'intérieur peut aider à les garder debout et bien séparés. |
| Accès au coffre                          | Accès au coffre difficile car il faut porter tous les vélos en ouvrant le coffre. C'est risqué car si on le lâche, la fermeture du coffre est dangereuse, les vérins du coffre ne sont pas prévus pour un tel poids. | Accès au coffre difficile car il faut porter tous les vélos en ouvrant le coffre. C'est risqué car si on le lâche, la fermeture du coffre est dangereuse, les vérins du coffre ne sont pas prévus pour un tel poids. | Accessible avec une option de relevage qui fait basculer les vélos vers l'arrière                                                                                             | Oui | Oui |
| Protection aux intempéries               | Non, il faut ajouter une bâche | Non, il faut ajouter une bâche | Non, il faut ajouter une bâche | Non | Oui |
| Impact sur la conduite                   | Le véhicule est plus haut, attention aux barrières, parking et péages. La vue de la caméra de recul est en général cachée partiellement.                                                                             | Le véhicule est plus haut, attention aux barrières, parking et péages. La vue de la caméra de recul est en général cachée partiellement.                                                                             | Le véhicule est plus long. Le porte-à-faux du porte-vélo oblige à passer les ralentisseurs plus doucement. La vue de la caméra de recul est cachée.                           | Le véhicule est plus haut, la prise au vent latérale plus importante | Aucun |
| Risque d'endommagement de la voiture     | Risque de rayures sur la carrosserie à cause des crochets métalliques au bout des sangles et de l'endroit où le porte-vélo pose sur la carrosserie                                                                   | Risque de rayures sur la carrosserie à cause des crochets métalliques au bout des sangles et de l'endroit où le porte-vélo pose sur la carrosserie                                                                   | Non | Très faible, sauf si on lâche un vélo lors de son installation. Si par contre, on tape un vélo dans un passage trop bas les étriers de barres de toit glisseront en endommageant les montants du pavillon voire le pavillon lui-même.                        | Risque de salissure de l'intérieur. |
| Risque d'endommagement des vélos         | Les vélos se touchent les uns les autres, avec les chocs de la route, les vélos sont endommagés | Les vélos sont séparés grâce aux gouttières et aux bras de maintien, il faut cependant protéger certaines parties qui peuvent se toucher.                                                                            | Les vélos sont séparés grâce aux gouttières et aux bras de maintien, il faut cependant protéger certaines parties qui peuvent se toucher.                                     | Uniquement lors du montage, notamment si on lâche le vélo avant qu'il ne soit bien fixé. | Faible si bien séparés entre eux. |
| Consommation de carburant supplémentaire | Moyenne | Moyenne | Faible | Moyenne | Nulle |
| Multi-fonctionnalité                     | Non | Non | Transformable en coffre d'attelage ou porte-skis même parfois | En retirant les porte-vélos, les barres de toit peuvent servir à une infinité d'usage | Oui |
| Encombrement du stockage dans le garage  | Faible car souvent pliable pour être accroché à un mur | Faible car souvent pliable pour être accroché à un mur | Modèles pliables et non pliables, dans les 2 cas, prend un peu de place au sol                                                                                                | Faible, Le porte-vélo seul peut être accroché à un mur ou posé verticalement au sol | Aucun |